# Sklené (okres Turčianske Teplice)
Sklené (Glaserhay, Glaserhau) je malá obec na Slovensku v okrese Turčianske Teplice.

## Historie

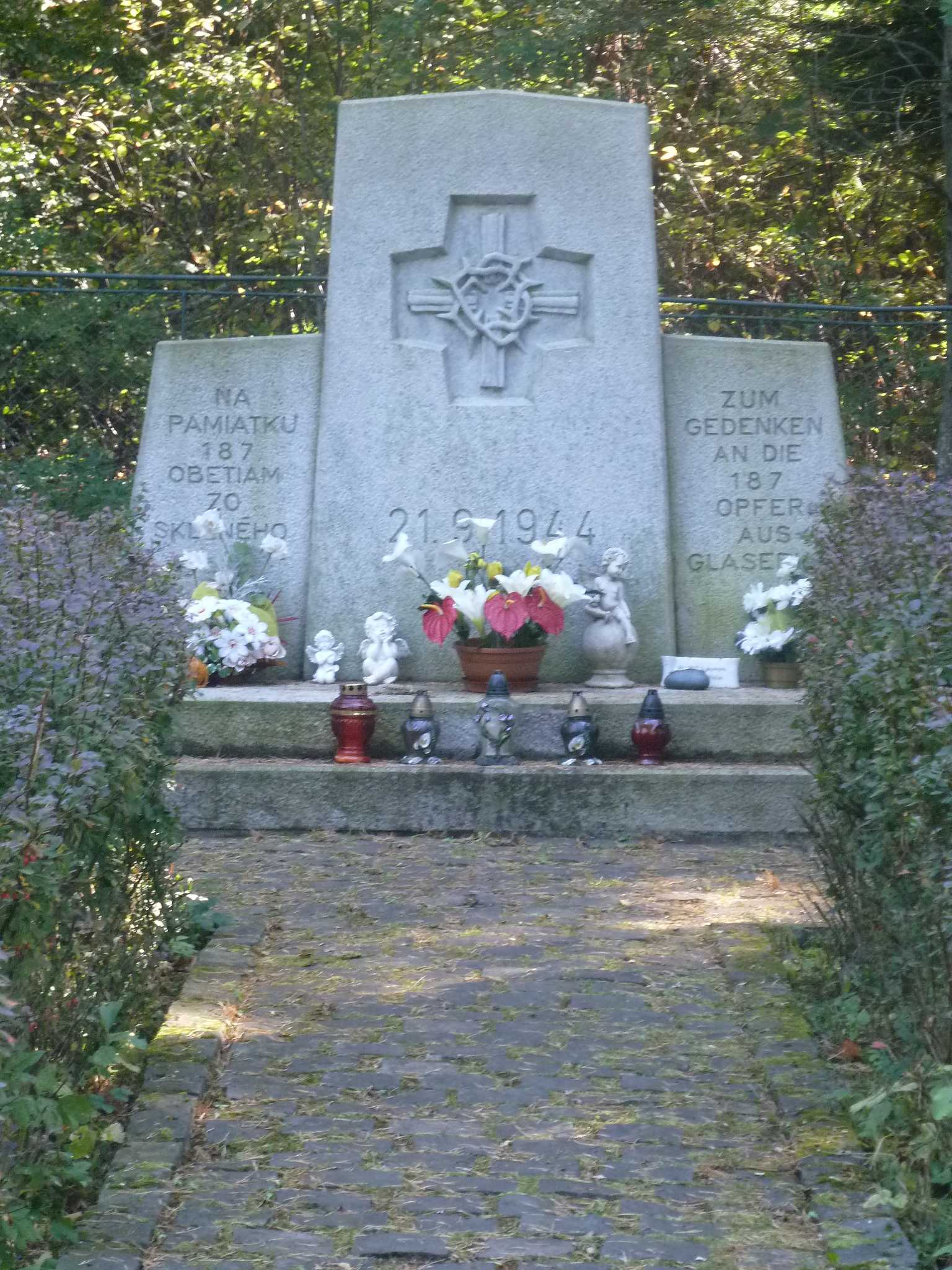
Památník obětem

První písemná zmínka o obci pochází z roku 1360.
V obci obývané převážně Karpatskými Němci partyzáni 21. září 1944 zavraždili 187 místních mužů.

## Geografie
Obec se nachází v nadmořské výšce 600 metrů a rozkládá se na ploše 40,5 km². Žije zde 666 obyvatel.